# Josef Letmaier
Josef Letmaier (* 4. August 1924 in Oberlengdorf, Gemeinde Sankt Martin am Grimming; † 31. Jänner 2002 in Liezen) war ein österreichischer Politiker (ÖVP) und Baumeister. Er war von 1970 bis 1980 Abgeordneter zum Österreichischen Nationalrat.
Letmaier besuchte nach der Volksschule ein Gymnasium und im Anschluss die Höhere Technische Lehranstalt Graz. Nach der Bundesgewerbeschule legte er 1947 die Matura ab und war zwischen 1947 und 1952 als Bundesbeamter beschäftigt. Nach Ablegung der Baumeisterprüfung machte er sich Letmaier 1952 als Baumeister selbständig, wobei ihm der Berufstitel Kommerzialrat verliehen wurde. Er war geschäftsführender Gesellschafter der Baufirma Leitmaier und der Ersten Liezener Betonwerks GesmbH.
Im politischen Bereich engagierte sich Letmaier zwischen 1960 und 1970 als Stadtgruppenobmann des Österreichischen Wirtschaftsbundes in Liezen, zwischen 1965 und 1970 war er Stadtrat der Gemeinde, im Anschluss zwischen Juni 1970 und November 1971 Vizebürgermeister. Darüber hinaus fungierte er als Bezirksgruppenobmann, war ab 1974 Landesgruppenobmann-Stellvertreter des Österreichischen Wirtschaftsbundes, von 1974 bis 1976 Landesinnungsmeister des Baugewerbes für Steiermark sowie ab 1976 Bundesinnungsmeister. Er vertrat die ÖVP zwischen dem 31. März 1970 und dem 11. April 1980 im Nationalrat.

## Auszeichnungen
- Großes Goldenes Ehrenzeichen für Verdienste um die Republik Österreich
- Großes Goldenes Ehrenzeichen des Landes Steiermark mit dem Stern
- Großes Goldenes Ehrenzeichen des Landes Steiermark
- Große Silberne Ehrenmedaille der Handelskammer Steiermark
- Ehrenring der Bundesinnung der Baugewerbe
- Julius-Raab-Medaille
- Ehrenring der Stadt Liezen (1989)
- Ehrensenator der Technischen Universität Wien (1990)
- Goldene Ehrennadel der ÖVP Steiermark
- Ehrenring der Landesinnung der Baugewerbe Steiermark
- Ehrenring der Handelskammer Steiermark, Sektion Gewerbe
- Goldene Ehrennadel der Vorarlberger Bauwirtschaft
- Ehrenring der Landesinnung der Baugewerbe Niederösterreich
- Ehrenring der Landesinnung der Baugewerbe Wien